# Venue d'ailleurs
Vous pouvez aider à l'améliorer ou bien discuter des problèmes sur sa page de discussion.
- Il ne cite pas suffisamment ses sources. Vous pouvez indiquer les passages à sourcer avec {{référence nécessaire}} ou {{Référence souhaitée}}, et inclure les références utiles en les liant aux notes de bas de page. (Marqué depuis mai 2021)
- Son texte doit être wikifié : il ne correspond pas à la mise en forme Wikipédia (style, typographie, liens internes, liens entre les wikis, etc.). (Marqué depuis octobre 2021)

- Archive Wikiwix
- Bing
- Cairn
- DuckDuckGo
- E. Universalis
- Gallica
- Google
- G. Books
- G. News
- G. Scholar
- Persée
- Qwant
- (zh) Baidu
- (ru) Yandex
- (wd) trouver des œuvres sur Wikidata

Albums de Sheila
Live au Casino de Paris 2017
(2018) Live à Bruxelles
(2023)
Singles
1. 7e continent
Sortie : juin 2020
2. Tous Yéyé
Sortie : février 2021
3. La rumeur
Sortie : mars 2021
4. Law of Attraction - remix par Sky Adams
Sortie : août 2021
5. Law of Attraction - royale avenue remix
Sortie : septembre 2021
6. Tous yéyé (Uslef remix)
Sortie : octobre 2021
7. Chaman (en téléchargement uniquement).
Sortie : novembre 2021

Venue d'ailleurs est le vingt-septième album studio (et une chanson) de Sheila sorti le 2 avril 2021. Une édition Deluxe de l'album (augmentée de 4 titres inédits) sort le 29 octobre 2021.
L'album a été enregistré aux studios ICP de Bruxelles et aux studios The Echo Bar recording (États-Unis) pour les titres signés par Keith Olsen.
Il contient onze titres provenant de divers auteurs et compositeurs, dont un titre électro signé par Nile Rodgers du groupe Chic et intitulé Law of attraction.
L'album contient, imprimé sur sa pochette intérieure, une préface signée par Yann Moix.

## Liste des titres
| No  | Titre                                                       | Musique                  | Auteur                                                     | Durée |
| --- | ----------------------------------------------------------- | ------------------------ | ---------------------------------------------------------- | ----- |
| 1.  | Belle journée                                               | Eric Azhar et Ralph Adam | Eric Azhar                                                 | 03:23 |
| 2.  | Tous yéyé                                                   | Maxime Legrand           | Maxime Legrand                                             | 03:26 |
| 3.  | La rumeur                                                   | Philippe Rombi           | Amaury Salmon                                              | 02:52 |
| 4.  | Law of Attraction                                           |                          | Nile Rodgers / Jerry Barnes / Alex Forbes / Melissa Sanley | 03:20 |
| 5.  | Chaman                                                      | Eric Azhar               | Pierre-Yves Lebert                                         | 03:53 |
| 6.  | Venue d'ailleurs                                            | Eric Azhar               | Valérie Véga                                               | 04:02 |
| 7.  | Ooh La La                                                   |                          | Julie Crochetière / S. Wilcox / R. Lopata                  | 03:09 |
| 8.  | Cheval d'amble                                              | Philippe Rombi           | Christian Siméon                                           | 02:12 |
| 9.  | 7e continent                                                | Elio Anthony             | Amaury Salmon                                              | 03:41 |
| 10. | It's not over yet (duo avec Jason Scheff du groupe Chicago) |                          | David Linx / Jason Scheff                                  | 04:36 |
| 11. | Baby doll                                                   | Maxime Legrand           | Amaury Salmon                                              | 03:11 |

### Titres supplémentaires dans l'éditionDeluxe
| No | Titre                                   | Musique                          | Auteur           | Durée |
| -- | --------------------------------------- | -------------------------------- | ---------------- | ----- |
| 1. | Mon étoile                              | Eric Azhar                       | Valérie Fayolle  | 03:15 |
| 2. | Rappelle-toi                            | Jacques Veneruso                 | Jacques Veneruso | 03:48 |
| 3. | Tout à commencer par un rêve            | Marc Demais / Jean-Félix Lalanne | François Welgryn | 03:41 |
| 4. | Pensez à moi, parfois                   | Eric Azhar                       | Valérie Véga     | 04:05 |
| 5. | Law of Attraction (Radio Edit)          |                                  |                  | 02:45 |
| 6. | Law of Attraction (Sky Adam Remix)      |                                  |                  | 03:12 |
| 7. | Law of Attraction (Royale Avenue Remix) |                                  |                  | 02:55 |
| 8. | Tous Yéyé (USLEF Remix)                 |                                  |                  | 03:49 |

### DVD inclus dans l'édition limitée
- Les coulisses de l'enregistrement de l'album (16'03) réalisées au studio ICP de Bruxelles par Julien Azhar, interview réalisée par Sébastien Ministru.
- le clip de Tous Yéyé (3'27), réalisé par Foliascope avec les illustrations de Marc-Antoine Coulon et Olivier Coulon.

### DVD inclus dans l'édition Deluxe
En supplément du DVD édition limitée :
- le clip de La rumeur - 02:52 réalisé par Lucile Grémion et Sarah Forst Production - Bureau Bass.
- Enregistrement aux États-Unis - 09:41 - Images : Didier Allouch et Thierry Vivier - Montage : Julien Azhar.

Durée totale (Album + DVD - incluant l'édition Deluxe) : 97:49.

## Crédits
- Guitares : Eric Azhar, Anthony Magloire-Lagrève, (sauf : Tous Yéyé et Baby Doll : Maxime Legrand). / Titre Law of Attraction : Niles Rodgers, Jerry Barnes
- Basses : Philippe Gonnand / Titre Law of Attraction : Jerry Barnes, Linslee Campbell.
- Claviers : Ralph Adam (sauf : Tous Yéyé et Baby Doll : Maxime Legrand / La Rumeur et Cheval d'Amble : piano par Philippe Rombi).
- Yukulélé : Julien Azhar.
- Percussions : Valentin Hébert, Philippe Gonnand.
- Batterie : Valentin Hébert. / Titre Law of Attraction : Russel Graham.
- Ingénieur du son : Erwin Aurtique / Titre Law of Attraction : Russel Graham, Radmila Miller.
- Programmation : Eric Azhar.
- Chœurs : Ralph Adam, Virginie Luypaerts (sauf : Tous Yéyé et Baby Doll : Maxime Legrand, Virginie Luypaerts) / Titre 4 : Jerry Barnes, Russel Graham, Alex Forbes
- Éditeur Thierry Perrier (Passport Songs Music).
- Editions: New Chance
- Pochette : Guillaume Malheiro.
- Photos : Darius Salimi.
- Graphisme : Dominique Bernatène Marin.

## Réception
Cet album qui est une  « autobiographie en musique » obtient les faveurs de la critique musicale et se classe n°2 du Top Albums Physique en France et n°11 au classement général lors de sa sortie, un fait inédit pour la chanteuse depuis le milieu des années 1980. Il entre également à la 4e place des ventes en Belgique, et 25e en Suisse.

## Promotion
Sheila fait la promotion de l'album dans de nombreuses émissions de radio, par exemple sur RTL, sur Europe 1, sur France Inter , sur France Info, sur France Bleu,
ou à la télévision sur France 2 (dans 20h30 le dimanche), (dans Le face à face dans On est en direct), sur BFM TV, sur CNews,sur Culturebox, ou même sur KTO.
Elle est également présente dans la presse, comme dans les quotidiens nationaux Le Parisien, Libération ou régionaux comme La Voix du Nord ou La Nouvelle République. 
Elle obtient la couverture des magazines de télévision Télé 7 jours[réf. nécessaire], et Télé Poche[réf. nécessaire], ou encore de l'hebdomadaire Nous deux[réf. nécessaire].

## Production
- CD (contenant un livret de 12 pages) réf : Warner 190295019990, date de sortie : 2 avril 2021.
- CD édition limitée (contenant un livret de 20 pages + un DVD), réf : Warner 190295019952, date de sortie : 2 avril 2021.
- CD édition Deluxe (contenant un livret de 20 pages + un DVD), réf : Warner 190296700026, date de sortie : 29 octobre 2021.
- Cassette audio transparente édition limitée (200 exemplaires), réf : Warner 190295002688, date de sortie : 2 avril 2021.
- LP 33T Vinyle noir, réf : Warner 190295019860, date de sortie : 11 juin 2021.
- LP 33T Vinyle cristal, édition limitée (exclusivité FNAC), réf : Warner 190295019846, date de sortie : 11 juin 2021.
- Double LP 33T Vinyle noir, édition Deluxe, réf : Warner 190296702426, date de sortie : 29 octobre 2021.

## Extraits de l'album (en téléchargement)
- 7e continent : 5 juin 2020 (la version éditée sur l'album est différente de celle qui est proposée en téléchargement (réorchestration sur celle de l'album)).
- Tous Yéyé : 19 février 2021.
- La Rumeur : 19 mars 2021.
- Law of Attraction (remix par Sky Adams) : 27 août 2021.
- Law of Attraction (royale avenue remix) : 24 septembre 2021.
- Tous yéyé (Uslef remix) : 15 octobre 2021.
- Chaman : 2 novembre 2021.

## Clips
- Tous yéyé, réalisé par Foliascope avec les illustrations de Marc-Antoine Coulon et Olivier Coulon et du graphiste Philippe Do Nascimento.
- La rumeur, réalisé par Lucile Grémion et Sarah Forst, produit par le Bureau badass.
- Chaman, réalisé par Julien Azhar, produit par Les Copains Productions - Jennifer Sarkis - New Chance.

## Classement
| Pays                         | Meilleure position |
| ---------------------------- | ------------------ |
| Belgique (Ultratop)          | 4                  |
| France (SNEP)                | 11                 |
| Suisse (Schweizer Hitparade) | 25                 |